# Work Later, Drink Now
Work Later, Drink Now (hangeul : 술꾼도시여자들 ; RR : Soolkkundoshiyeojadeul) est une série télévisée sud-coréenne réalisée par Kim Jung-sik et basée sur le webtoon Kakao Drinker City Women de Mikkang. Elle est diffusée à partir du 22 octobre 2021 sur la plateforme de streaming TVING, puis sur la chaîne tvN,.
Le 15 décembre 2021, TVING a confirmé que la série aurait une deuxième saison. Elle est diffusée à partir de décembre 2022.
Cette série est inédite dans tous les pays francophones.

## Synopsis
La série suit l'histoire de So-hee, Ji-yeon et Ji-goo, trois femmes trentenaires et célibataires. Malgré le fait qu'elles poursuivent des carrières bien différentes, les trois femmes se retrouvent toujours pour boire un verre et se réconforter à la fin de leurs journées de travail.

## Distribution
Acteurs principaux
- Lee Sun-bin : Ahn So-hee
- Han Sun-hwa : Han Ji-yeon
- Jung Eun-ji : Kang Ji-goo
- Choi Si-won : Kang Book-goo

Acteurs secondaires
- Han Ji-hyo : Se Jin
- Lee Hyun-jin : Ji-yong
- Lee Soo-min : So-hyeon
- Yoon Shi-yoon : Han Woo-joo